# Mangelia
Mangelia is een geslacht van weekdieren uit de klasse van de Gastropoda (slakken).

## Soorten
- Mangelia adansoni (Knudsen, 1952)
- Mangelia ahuiri Cossignani & Ardovini, 2011
- Mangelia albicincta Gould, 1860
- Mangelia albilonga Rolán & Otero-Schmitt, 1999
- Mangelia androyensis Bozzetti, 2009
- Mangelia angolensis Thiele, 1925
- Mangelia attenuata (Montagu, 1803)
- Mangelia barashi (van Aartsen & Fehr-de Wal, 1978)
- Mangelia brusinae van Aartsen & Fehr-de Wal, 1978
- Mangelia callosa (Nordsieck, 1977)
- Mangelia carinata Bozzetti, 2009
- Mangelia carlottae (Dall, 1919)
- Mangelia ceroplasta (Bush, 1885)
- Mangelia congoensis Thiele, 1925
- Mangelia costata (Pennant, 1777)
- Mangelia costulata Risso, 1826
- Mangelia crebricostata Carpenter, 1864
- Mangelia difficilis (Locard & Caziot, 1900)
- Mangelia digressa Rolán & Otero-Schmitt, 1999
- Mangelia dorsuosa (Gould, 1860)
- Mangelia dunkeri Kuroda, 1961
- Mangelia fieldeni' (van Aartsen & Fehr-de Wal, 1978)
- Mangelia forcellii Bozzetti, 2014
- Mangelia fulvicans (Strebel, 1908)
- Mangelia gazellae (Strebel, 1905)
- Mangelia halitropis Dall, 1889
- Mangelia hiradoensis (Makiyama, 1927)
- Mangelia hyemalis (Mabille & Rochebrune, 1889)
- Mangelia indistincta (Monterosato, 1875)
- Mangelia inusitata Rolán & Otero-Schmitt, 1999
- Mangelia jerbaensis Della Bella & Spada in Chirli, 1997
- Mangelia lastica Dall, 1927
- Mangelia lineorosata Rolán & Otero-Schmitt, 1999
- Mangelia loraeformis Dall, 1927
- Mangelia lutea Gould, 1860
- Mangelia martensi (Strebel, 1905)
- Mangelia melitensis Cachia & Mifsud, 2008
- Mangelia mica (Philippi, 1849)
- Mangelia michaelseni (Strebel, 1905)
- Mangelia multilineolata (Deshayes, 1835)
- Mangelia ossea (Nordsieck, 1968)
- Mangelia paciniana (Calcara, 1839)
- Mangelia paessleri (Strebel, 1905)
- Mangelia pallaryi (Nordsieck, 1977)
- Mangelia payraudeauti (Deshayes, 1835)
- Mangelia perattenuata (Dall, 1905)
- Mangelia pontica Milaschewitsch, 1908
- Mangelia pontyi (Dautzenberg, 1910)
- Mangelia pseudoattenuata Ardovini, 2004
- Mangelia pulchrior (Dall, 1921)
- Mangelia rhabdea Dall, 1927
- Mangelia sagena (Dall, 1927)
- Mangelia sandrii (Brusina, 1865)
- Mangelia scabrida Monterosato, 1890
- Mangelia sculpturata (Dall, 1887)
- Mangelia secreta (van Aartsen & Fehr-de Wal, 1978)
- Mangelia senegalensis (Maltzan, 1883)
- Mangelia sicula Reeve, 1846
- Mangelia stosiciana Brusina, 1869
- Mangelia striolata Risso, 1826
- Mangelia strongyla Dall, 1927
- Mangelia subcircularis Dall, 1927
- Mangelia subsida (Dall, 1881)
- Mangelia taeniata (Deshayes, 1835)
- Mangelia tenuicosta (Brugnone, 1862)
- Mangelia toreumata (Dall, 1889)
- Mangelia unifasciata (Deshayes, 1835)
- Mangelia vauquelini (Payraudeau, 1826)
- Mangelia vitrea Nomura & Zinbo, 1940